# B.J. Raymond
Benjamin Eugene Raymond III, detto B.J. (Boston, 8 maggio 1987), è un cestista statunitense.

## Palmarès
- Campionato finlandese: 1

Tampereen Pyrintö: 2013-14
- Georgian Super Liga: 1

MIA Academy Tbilisi: 2012-13
- Coppa di Georgia di pallacanestro maschile: 1

MIA Academy Tbilisi: 2013